# توماس سبنسر
توماس سبنسر (10 يونيو 1850 - 28 نوفمبر 1933) (بالإنجليزية: Thomas Spencer)‏ هو لاعب كريكت بريطاني وبريطاني (وحمل سابقاً جنسية المملكة المتحدة لبريطانيا العظمى وأيرلندا).